# Висклино
Висклино (бел. Віскліна) — деревня в Мстиславском районе Могилёвской области Белоруссии. Входит в состав Ракшинского сельсовета.

## География
Деревня находится в северо-восточной части Могилёвской области, в пределах Оршанско-Могилёвской равнины, на правом берегу реки Бобровки, к северу от автодороги Р96, на расстоянии примерно 26 километров (по прямой) к западу от Мстиславля, административного центра района.

## История
Согласно «Списку населенных мест Могилёвской губернии» 1910 года издания населённый пункт входил в состав Рактинского сельского общества Ряснянской волости Чаусского уезда Могилёвской губернии. Имелось 9 дворов и проживало 50 человек (26 мужчин и 24 женщины).

## Население
По данным переписи 2009 года, в деревне проживало 5 человек.